# Eulithis paradoxa
Eulithis paradoxa är en fjärilsart som beskrevs av Edward Alfred Cockayne 1953. Eulithis paradoxa ingår i släktet Eulithis och familjen mätare. Inga underarter finns listade i Catalogue of Life.